# Dawn Olivieri
Dawn Olivieri, född 8 februari 1981 i St. Petersburg, Florida, är en amerikansk skådespelare.
Olivieri har bland annat medverkat i TV-serierna House of Lies (2012-2016) och The Avengers: världens mäktigaste hjältar från 2018. Hon har även medverkat i filmen Double Threat från 2022.

## Filmografi (i urval)
- 2012–2016 – House of Lies (TV-serie)
- 2017 – Bright
- 2018 – The Avengers: världens mäktigaste hjältar (TV-serie)
- 2022 – Double Threat